# Đại dịch COVID-19 tại Quần đảo Cook
Bài viết này ghi lại các tác động của đại dịch COVID-19 ở Quần đảo Cook, và có thể không bao gồm tất cả các phản ứng và biện pháp chính hiện đại.

## Dòng thời gian
Vào ngày 15 tháng 2 năm 2022, Quần đảo Cook đã xác nhận trường hợp COVID-19 đầu tiên của vùng lãnh thổ này.
Tính đến hết ngày 13 tháng 4 năm 2024, Quần đảo Cook ghi nhận 7,203 trường hợp mắc COVID-19 và 2 trường hợp tử vong.